# Exilisciurus
Exilisciurus és un gènere d'esquirols originaris del sud-est asiàtic. Segons estudis de genètica molecular, es tracta del grup germà de tots els altres cal·losciürins. Tenen un aspecte físic i un estil de vida semblants als de l'esquirol pigmeu d'orelles negres. Tenen una llargada corporal de 7–10 cm, sense comptar la cua, que fa 5–8 cm. L'esquirol pigmeu africà és l'únic esciúrid del món de mida més petita.

## Taxonomia
- Esquirol pigmeu de les Filipines (Exilisciurus concinnus)
- Esquirol pigmeu de plana (Exilisciurus exilis)
- Esquirol pigmeu de Whitehead (Exilisciurus whiteheadi)